# Мухавура
Мухавура також Мухабура (руанд. Ikirunga cya Muhabura) — стратовулкан, розташований на кордоні  Руанди і  Уганди.

## Географія
Знаходиться у північно-східній частині  гір Вірунга. Входить до  Національного парку вулканів, недалеко від  Національного парку горил.

## Геологія і вулканізм
Висота вершини — 4127 м. Є наслідком прояву геологічної активності в історичний час діяльності  Великої рифтової долини. Входить до західної частини рифтової долини —  Зони Альбертина. Основа вулкану становить понад 6 км в діаметрі. Верховий кратер заповнений водою і утворює невелике озеро діаметром 40 м. Західний схил вулкану утворює сідловину з сусіднім вулканом  Мхахінга. Вулканічний матеріал складається з базаніту і трахіандезиту. В недавній час був активний паразитичний кратер на схилі вулкану. Остання значна вулканічна активність Мухавури невідома. На передгір'ях вулкану беруть початок невеликі річки, води яких важливі для населення передгір'їв. Незважаючи на те, що вулкан є одним з наймолодших вулканів в даному районі, він вважається згаслим.

## Ресурси Інтернету
- Мухавура. Global Volcanism Program. Смітсонівський інститут. (англ.)
- Volcano Live — John Search (англ.). Архів оригіналу за 11 березня 2014. Процитовано 11 березня 2014.

## Виноски
1. ↑  Peakbagger.com (англ.). Архів оригіналу за 27 серпня 2017. Процитовано 11 березня 2014.
2. ↑  Топографічні карти Генштабу. Архів оригіналу за 15 березня 2015. Процитовано 23 серпня 2014.